# Șiria
Șiria là một xã thuộc hạt Arad, România. Dân số thời điểm năm 2002 là 8140 người.